# Ahmadou Tidjani
Ahmadou Tidjani, originaire de la région de l'Adamaoua, est un ancien préfet et gouverneur de région et homme politique Camerounais retraité depuis 2010. Il occupe actuellement les fonctions de sénateur représentant la région de l'Adamaoua au sein de la chambre haute du Parlement du Cameroun.

## Biographie

### Enfance, études et formations
Ahmadou Tidjani, né à Doualayel, situé dans le département  du Faro-et-Déo, plus précisément dans la région de l'Adamaoua Cameroun, est de confession musulmane. Ancien pensionnaire du collège Mazenod, il est un diplômé de l'École nationale d'administration et de magistrature (ENAM) , à la suite de quoi il a consacré plusieurs décennies au commandement territorial.

### Carrière professionnelle
Il commence sa carrière en 1981 à l’Inspection générale de l’Etat,ensuite il occupe tour à tour les fonctions de préfet du Mayo-Sava, du Nkam, du Mayo-Louti, et de la Mifi pendant 15 ans. Ensuite, il occupe les fonctions de préfet et de gouverneur dans plusieurs régions du Cameroun, respectivement dans la région de l’Ouest et la région de l’Extrême-Nord.
En 2010, Il prend sa retraite de l’administration territoriale et s’établit dans la ville de Ngaoundéré, chef-lieu de la région de l'Adamaoua.
A l'élection sénatoriale camerounaise de 2013 il est élu sénateur de la région de l'Adamaoua aux côtés du Front social démocrate (FSD, en anglais : Social Democratic Front, SDF).
En février 2018, il met un terme à sa retraite, qu’il avait prise en 2010 en étant nommé parmi les 11 membres du tout premier conseil constitutionnel, une instance nouvellement créée et chargée de veiller à la régularité des processus électoraux au Cameroun